# Alejandro Obregón
Alejandro Obregón, (vollständiger Name: Alejandro Jesús Obregón Roses; * 4. Juni 1920 in Barcelona; † 11. April 1992 in Cartagena de Indias) war ein kolumbianisch-spanischer Maler.

## Leben
Obregón wurde 1920 im katalanischen Barcelona geboren und emigrierte sechs Jahre später mit seinen Eltern ins kolumbianische Barranquilla. Schon 1929 zog die Familie wieder nach Barcelona zurück. Von 1930 bis 1934 studierte er am Stony Hurst College in Liverpool und weitere zwei Jahre in Boston in den USA. 1936 unterbrach er seine Studien und arbeitete bis 1938 für das Textilunternehmen seiner Familie in Barranquilla. Er verdingte sich dann als Kraftfahrer und Dolmetscher für die Ölgesellschaften im Catatumbo. 1939 nahm er die Studien in Boston wieder auf. Als kolumbianischer Vizekonsul lebte er von 1940 bis 1944 wieder in Barcelona. 1942 assistierte er in der Acadèmia de la Llotja und gab darüber hinaus freie Malkurse. 1944 kehrte er nach Kolumbien zurück und unterrichtete an der Escuela de Bellas Artes de Bogotá. 1945 stellte er erstmals in der Nationalbibliothek in Bogotá aus. Seine Bilder haben häufig politische Motive. Ein Jahr später ließ er sich in Barranquilla nieder. 1947 empfing er in seiner Werkstatt Le Corbusier, der sich jedoch wenig euphorisch über Obregóns Werke äußerte. 1949 zog Obregón nach Frankreich. Nach einem kurzen Abstecher nach Paris ließ er sich bis 1954 bei Avignon nieder. Dort arbeitet er geometrisch und klar mit Einflüssen des Kubismus. Er kehrte zurück nach Kolumbien und ließ sich in Cartagena nieder, wo er mit Guillermo Wiedemann, Santiago Martínez Delgado, Enrique Grau und Ricardo Gómez Campuzano zusammen arbeitete. Mitte des 20. Jahrhunderts war er Teil der Grupo de Barranquilla, einer Gruppe von Schriftstellern, Malern und Philosophen, darunter auch Gabriel Garcia Márquez. 1957 bis 1958 reiste Obregón durch Frankreich und die Vereinigten Staaten. Ab 1958 gab er die Geometrien in seinen Werken auf und wandte sich zunehmend expressionistischen Techniken zu.
Obregón wurde im Familienmausoleum auf dem Allgemeinen Friedhof von Barranquilla beigesetzt.

## Auszeichnungen
- 1955: III. Biennale Hispanoamericana in Barcelona
- 1956: Erster Preis der Gulf Caribbean International Exhibition in Houston, Texas, USA.
- 1956: Premio Guggenheim International, Bogotá, Kolumbien für sein Bild Velorio.
- 1957: Zweiter Preis im X. Salón Anual de Artistas Colombianos für sein Bild Estudiante muerto
- 1962: Erster Nationalpreis für Malerei im Salón Nacional de Artistas de Colombia für Violencia
- 1966: Erster Nationalpreis für Malerei im Salón Nacional de Artistas de Colombiafür Ícaro y las avispas

## Werke

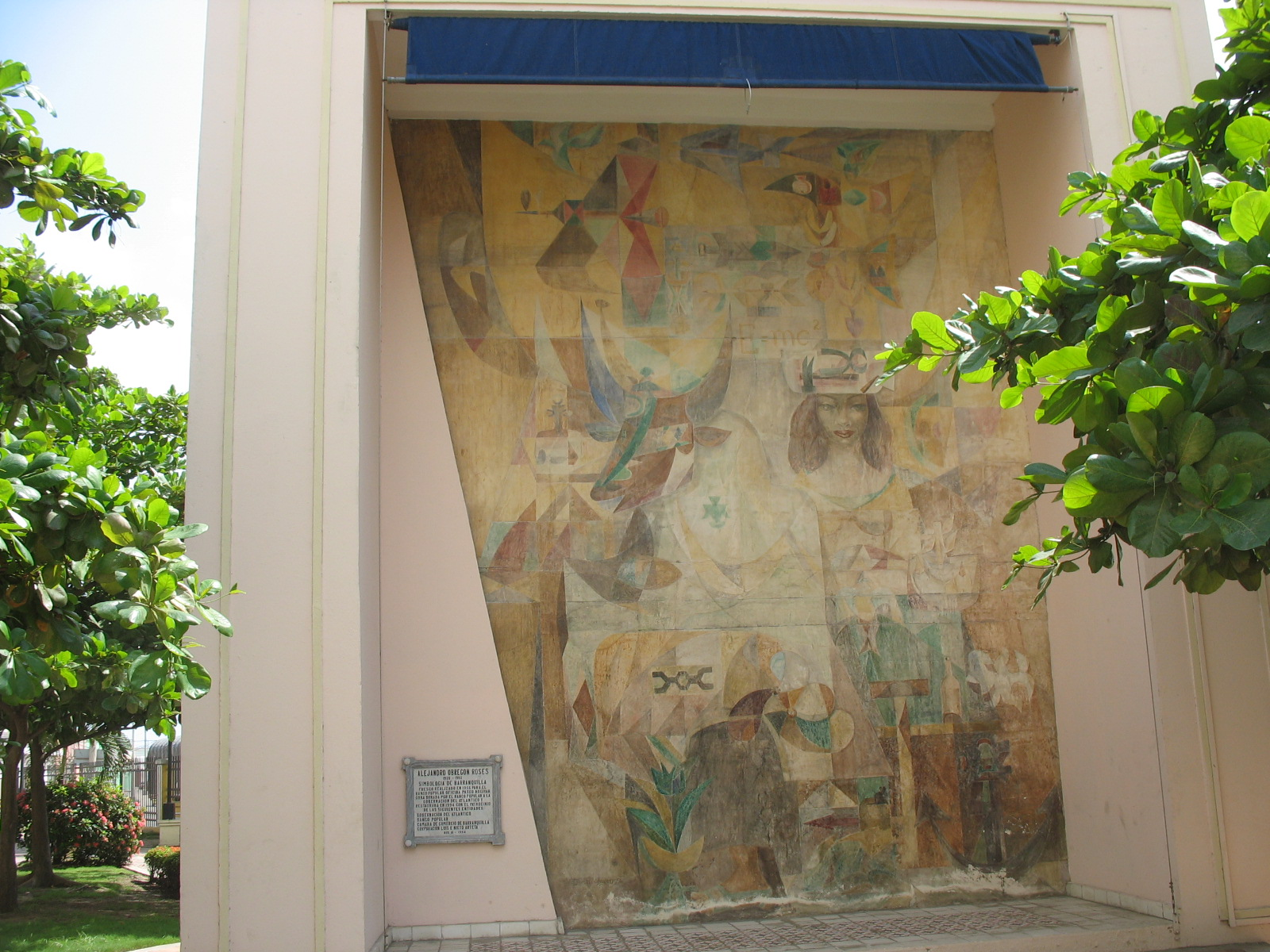
Simbología de Barranquilla (1956).

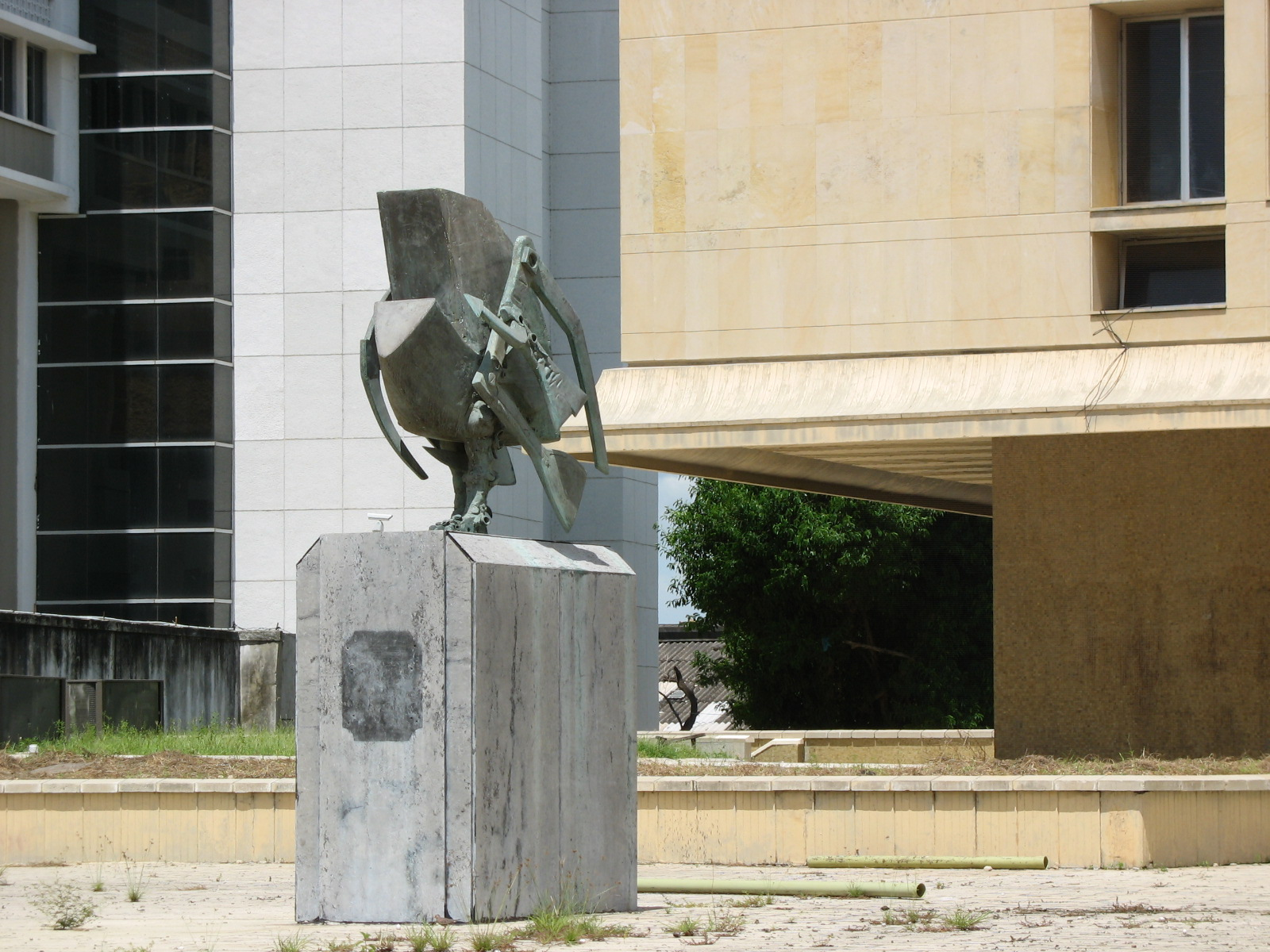
Telecóndor: Skulptur vor dem ehemaligen Telecom-Gebäude in Barranquilla.

- einige Werke besitzt das Museo Nacional de Colombia

- Barracuda, 51 cm × 76,4 cm, Acryl
- Composition, 20 cm × 97 cm, Öl auf Leinwand
- Cóndor de los Andes (1959)
- Estudiante muerto (1957)
- Flor de mangle (um 1966), 30,5 cm × 23,2 cm, Öl auf Holz auf Metallplatte
- Ganado ahogándose en el Magdalena (1955)
- Masacre (1948), Öl
- Nube Gris (1948)
- Ohne Titel (1982), 39,6 cm × 49,8 cm, Acryl auf Leinwand
- Pez Dorado (1947)
- Simbología de Barranquilla (1956)
- Telecóndor, Skulptur in Barranquilla
- Toro-Cóndor (1960)
- Velorio. Estudiante fusilado (1956), Öl, thematisiert die ermordeten Studierenden der Unruhen vom 8. und 9. Juni 1954 in Kolumbien

## Ausstellungen
- 1945: Erste Einzelausstellung in der Biblioteca Nacional de Bogotá, Kolumbien.
- 1948: Einzelausstellung in der Sociedad Colombiana de Arquitectos, Kolumbien.
- 1953: Einzelausstellung in Montélimar, Frankreich.
- 1954: Einzelausstellung in der Galerie Creuze de Paris, Frankreich.
- 1955: Einzelausstellung in der Panamerikanischen Union in Washington, D.C.
- 1955: Teilnahme an der II. Biennale de São Paulo, Brasilien.
- 1955: Teilnahme an der III. Biennale Hispanoamericana de Barcelona, Spanien.
- 1956: Einzelausstellung in der Sociedad Colombiana de Arquitectos, Kolumbien.
- 1956: Einzelausstellung im Club de Profesionales de Medellín, Kolumbien.
- 1956: Einzelausstellung im Museo de Arte Moderno la Tertulia, Cali, Kolumbien.